# Rossläktet
Rossläktet (Rosa) är ett växtsläkte som i familjen rosväxter med ca 200 arter spridda från subtropiska till kalltempererade områden. Den gren av botaniken som studerar släktet Rosa kallas rhodologi, av grekiska ῥόδον (rhódon, ”ros”).

## Beskrivning
Rosor är buskar som kan vara upprätta eller klättrande. De har vanligen taggar eller borst och bara i undantagsfall är grenarna släta. Bladen är strödda, vanligen parbladiga eller i sällsynta fall enkelbladiga, och vanligen med stipler. De flesta arter är lövfällande.
Blommorna är tvåkönade och sitter ensamma eller flockar, sällan i sammansatta klasar, högblad ett till flera, eller saknas. Foderbladen är fem, sällan fyra, helbräddade eller flikiga i olika former. Kronbladen är 4-5, vita, gula, rosa till röda. Ståndare många i flera serier. Frukten är ett nypon och består av flera hängande nötter inneslutna i en skenfrukt.

## Vilda arter i Sverige
De ursprungliga ros-arterna kallas ofta vildrosor. I Sverige finns följande arter vildväxande:
Daggros (R. glauca) - förvildad
Filtros (R. tomentosa)
Finnros (R. acicularis)
Flikros (R. obtusifolia)
Hartsros (R. villosa subsp mollis)
Hårig nyponros (R. caesia)
Hårig stenros (R. ×dumetorum)
Japansk klätterros (R. multiflora) - förvildad
Kanelros (R. majalis)
Luddros (R. sherardii)
Nyponros (R. dumalis)
Pimpinellros (R. pimpinellifolia)
Ryssros (R. jundzillii)
Stenros (R. canina)
Vresros (R. rugosa) - förvildad
Västkustros (R. elliptica subsp. inodora)
Åkerros (R. agrestis)
Äppelros (R. rubiginosa)

## Dottertaxa till Rosor, i alfabetisk ordning[1]
- Rosa abietina
- Rosa abrica
- Rosa abutalybovii
- Rosa abyssinica
- Rosa acicularis
- Rosa adenophylla
- Rosa agrestis
- Rosa alabukensis
- Rosa albertii
- Rosa alexeenkoi
- Rosa altidaghestanica
- Rosa amblyotis
- Rosa anemoniflora
- Rosa arabica
- Rosa arensii
- Rosa arkansana
- Rosa arvensis
- Rosa awarica
- Rosa baitagensis
- Rosa baiyushanensis
- Rosa balcarica
- Rosa balsamica
- Rosa banksiae
- Rosa banksiopsis
- Rosa beauvaisii
- Rosa beggeriana
- Rosa bella
- Rosa bellicosa
- Rosa blanda
- Rosa blondaeana
- Rosa boissieri
- Rosa bracteata
- Rosa bridgesii
- Rosa brunonii
- Rosa buschiana
- Rosa caesia
- Rosa calantha
- Rosa calcarea
- Rosa californica
- Rosa calyptopoda
- Rosa canina
- Rosa carolina
- Rosa caryophyllacea
- Rosa caudata
- Rosa centifolia
- Rosa chavinii
- Rosa chengkouensis
- Rosa chinensis
- Rosa clinophylla
- Rosa collettii
- Rosa corymbifera
- Rosa corymbulosa
- Rosa cuneicarpa
- Rosa cymosa
- Rosa cziragensis
- Rosa daishanensis
- Rosa damascena
- Rosa darginica
- Rosa davidii
- Rosa davurica
- Rosa demetrii
- Rosa deqenensis
- Rosa derongensis
- Rosa diamantiaca
- Rosa diversistyla
- Rosa dolichocarpa
- Rosa doluchanovii
- Rosa donetzica
- Rosa dsharkenti
- Rosa dubovikiae
- Rosa dulcissima
- Rosa dumalis
- Rosa duplicata
- Rosa ecae
- Rosa elymaitica
- Rosa ermanica
- Rosa fargesiana
- Rosa farreri
- Rosa fedtschenkoana
- Rosa fertilis
- Rosa filipes
- Rosa foetida
- Rosa foliolosa
- Rosa forrestiana
- Rosa freitagii
- Rosa fujisanensis
- Rosa gallica
- Rosa galushkoi
- Rosa geninae
- Rosa giraldii
- Rosa glabrifolia
- Rosa glandulicaulis
- Rosa glanduloso-setosa
- Rosa glauca
- Rosa glomerata
- Rosa gorenkensis
- Rosa graciliflora
- Rosa grisebachii
- Rosa grubovii
- Rosa gymnocarpa
- Rosa heckeliana
- Rosa heleniae
- Rosa hemisphaerica
- Rosa henkeri-schulzei
- Rosa henryi
- Rosa hezhangensis
- Rosa hirsuta
- Rosa hirtissima
- Rosa hirtula
- Rosa hissarica
- Rosa hugonis
- Rosa huntica
- Rosa iberica
- Rosa indica
- Rosa inodora
- Rosa involuta
- Rosa irysthonica
- Rosa isaevii
- Rosa iwara
- Rosa jackii
- Rosa jaroschenkoi
- Rosa juzepczukiana
- Rosa kamelinii
- Rosa kamtschatica
- Rosa karaalmensis
- Rosa karakalensis
- Rosa karjaginii
- Rosa kazarjanii
- Rosa khasautensis
- Rosa kokanica
- Rosa kokijrimensis
- Rosa kokusanensis
- Rosa komarovii
- Rosa konsinsciana
- Rosa kopetdaghensis
- Rosa koreana
- Rosa korschinskiana
- Rosa kotschyana
- Rosa kuhitangi
- Rosa kunmingensis
- Rosa kwangtungensis
- Rosa kweichowensis
- Rosa laevigata
- Rosa langyashanica
- Rosa lasiosepala
- Rosa laxa
- Rosa lecomtei
- Rosa leschenaultiana
- Rosa lichiangensis
- Rosa longicuspis
- Rosa luciae
- Rosa lucidissima
- Rosa ludingensis
- Rosa macrophylla
- Rosa mairei
- Rosa majalis
- Rosa majorugosa
- Rosa makinoana
- Rosa mandenovii
- Rosa manshurica
- Rosa marginata
- Rosa marschalliana
- Rosa maximowicziana
- Rosa medioccidentis
- Rosa mesatlantica
- Rosa mexicana
- Rosa micrantha
- Rosa microdenia
- Rosa mikawamontana
- Rosa minutifolia
- Rosa misimensis
- Rosa miyiensis
- Rosa mokanensis
- Rosa mollis
- Rosa momiyamae
- Rosa montana
- Rosa morrisonensis
- Rosa moschata
- Rosa moyesii
- Rosa multibracteata
- Rosa multiflora
- Rosa murieliae
- Rosa myriadena
- Rosa nipponensis
- Rosa nitida
- Rosa novae-angliae
- Rosa nutkana
- Rosa obtegens
- Rosa obtusifolia
- Rosa obtusiuscula
- Rosa odorata
- Rosa omeiensis
- Rosa onoei
- Rosa orientalis
- Rosa ossethica
- Rosa oxyacantha
- Rosa oxyodon
- Rosa palustriformis
- Rosa palustris
- Rosa paniculigera
- Rosa parasicula
- Rosa pendulina
- Rosa persetosa
- Rosa persica
- Rosa phoenicia
- Rosa pinetorum
- Rosa pinnatifolia
- Rosa pinnatisepala
- Rosa piptocalyx
- Rosa pisiformis
- Rosa pisocarpa
- Rosa platyacantha
- Rosa polliniana
- Rosa popovii
- Rosa potentilliflora
- Rosa pouzinii
- Rosa praelucens
- Rosa praetermissa
- Rosa prattii
- Rosa pricei
- Rosa prilipkoana
- Rosa primula
- Rosa prokhanovii
- Rosa pseudobanksiae
- Rosa pseudoscabriuscula
- Rosa pubicaulis
- Rosa pulcherrima
- Rosa pulverulenta
- Rosa repellens
- Rosa rhaetica
- Rosa richardii
- Rosa roopae
- Rosa roxburghii
- Rosa rubiginosa
- Rosa rubus
- Rosa rugosa
- Rosa russanovii
- Rosa salaevensis
- Rosa sambucina
- Rosa saturata
- Rosa saundersiae
- Rosa schischkinii
- Rosa schrenkiana
- Rosa sempervirens
- Rosa serafinii
- Rosa sergievskiana
- Rosa sericea
- Rosa sertata
- Rosa setigera
- Rosa shangchengensis
- Rosa sherardii
- Rosa sikangensis
- Rosa silenidiflora
- Rosa sinobiflora
- Rosa sogdiana
- Rosa soulieana
- Rosa spinosissima
- Rosa spithamea
- Rosa squarrosa
- Rosa stellata
- Rosa steppofruticetorum
- Rosa stylosa
- Rosa subbuschiana
- Rosa subcanina
- Rosa subcollina
- Rosa sumneviczii
- Rosa sweginzowii
- Rosa taisensis
- Rosa taiwanensis
- Rosa taronensis
- Rosa teberdensis
- Rosa tianschanica
- Rosa tibetica
- Rosa tlaratensis
- Rosa tomentosa
- Rosa tonquinensis
- Rosa transcaucasica
- Rosa transmorrisonensis
- Rosa transturkestanica
- Rosa tsinglingensis
- Rosa turcica
- Rosa turkestanica
- Rosa uniflora
- Rosa uniflorella
- Rosa uriensis
- Rosa vassilczenkoi
- Rosa webbiana
- Rosa weisiensis
- Rosa viarum
- Rosa willmottiae
- Rosa villosa
- Rosa virginiana
- Rosa woodsii
- Rosa xanthina
- Rosa yainacensis
- Rosa yuyamensis
- Rosa zalana
- Rosa zangezura
- Rosa zhongdianensis
- Rosa zuvandica

## Trädgårdsrosor
Rosor har odlats i tusentals år i Persien, Egypten, Indien och Kina. Det finns därför flera undergrupper av rosor, som dels delas in efter deras växtsätt, ålder och geografiska härstamning, dels efter deras blomningstid. Det finns flera olika konkurrerande och kompletterade sätt att indela rosor. Idag odlas rosor för det mesta för dess skönhet och doft, men de har haft en stor betydelse som läkeväxter och används som mytologiska, mystiska och religiösa symboler. Inom de hedniska kulturerna hade rosen en stor betydelse. 
Rosor i trädgårdsodling kan ofta inte tillskrivas någon särskild art och delas numera vanligen in i grupper. Till dessa grupper förs även urvalsformer av rena arter, samt primära hybrider. 

### Ros-grupper
Ayrshirerosor (Rosa Arvensis-Gruppen)
Beggerianarosor (Rosa Beggeriana-Gruppen)
Blandarosor (Rosa Blanda-Gruppen)
Bourbonrosor (Rosa Bourbon-Gruppen)
Boursaultrosor (Rosa Boursault-Gruppen)
Bracteatarosor (Rosa Bracteata-Gruppen)
Caninaerosor (Rosa Caninae-Gruppen)
Centifoliarosor (Rosa Centifolia-Gruppen)
Damascenerrosor (Rosa Damascena-Gruppen)
Davidiirosor (Rosa Davidii-Gruppen)
Filipesrosor (Rosa Filipes-Gruppen)
Floribundarosor (Rosa Floribunda-Gruppen)
Foetidarosor (Rosa Foetida-Gruppen)
Francofurtanarosor (Rosa Francofurtana-Gruppen)
Gallicarosor (Rosa Gallica-Gruppen)
Grandiflorarosor (Rosa Grandiflora-Gruppen)
Helenaerosor (Rosa Helenae-Gruppen)
Höstdamascenerrosor (Rosa Bifera-Gruppen)
Jungfrurosor (Rosa Alba-Gruppen)
Kinarosor (Rosa Chinensis-Gruppen)
Kordesiirosor (Rosa Kordesii-Gruppen)
Laevigatarosor (Rosa Laevigata-Gruppen)
Macrantharosor (Rosa Macrantha-Gruppen)
Miniatyrrosor (Rosa Miniatyrros-Gruppen)
Moderna buskrosor (Rosa Moderna Buskros-Gruppen)
Moschatarosor (Rosa Moschata-Gruppen)
Mossrosor (Rosa Centifolia Muscosa-Gruppen)
Moyesiirosor (Rosa Moyesii-Gruppen)
Multiflorarosor (Rosa Multiflora-Gruppen)
Noisetterosor (Rosa Noisette-Gruppen)
Polyantarosor (Rosa Polyantha-Gruppen)
Portlandrosor (Rosa Portland-Gruppen)
Remontantrosor (Rosa Remontant-Gruppen)
Rubiginosarosor (Rosa Rubiginosa-Gruppen)
Rugosarosor (Rosa Rugosa-Gruppen)
Sempervirensrosor (Rosa Sempervirens-Gruppen)
Setigerarosor (Rosa Setigera-Gruppen)
Soulieanarosor (Rosa Soulieana-Gruppen)
Spinosissimarosor (Rosa Spinosissima-Gruppen)
Storblommiga klätterrosor (Rosa Storblommiga Klätterros-Gruppen)
Tehybridrosor (Rosa Tehybrid-Gruppen)
Terosor (Rosa Odorata-Gruppen)
Wichuranarosor (Rosa Wichurana-Gruppen)

### Växtsätt
Det går att dela in rosor i tre grundläggande växtsätt. Detta är på inget sätt en systematisk indelning, utan mer en praktisk indelning med fingervisning om vilken skötsel sorten vill ha.

#### Buskrosor

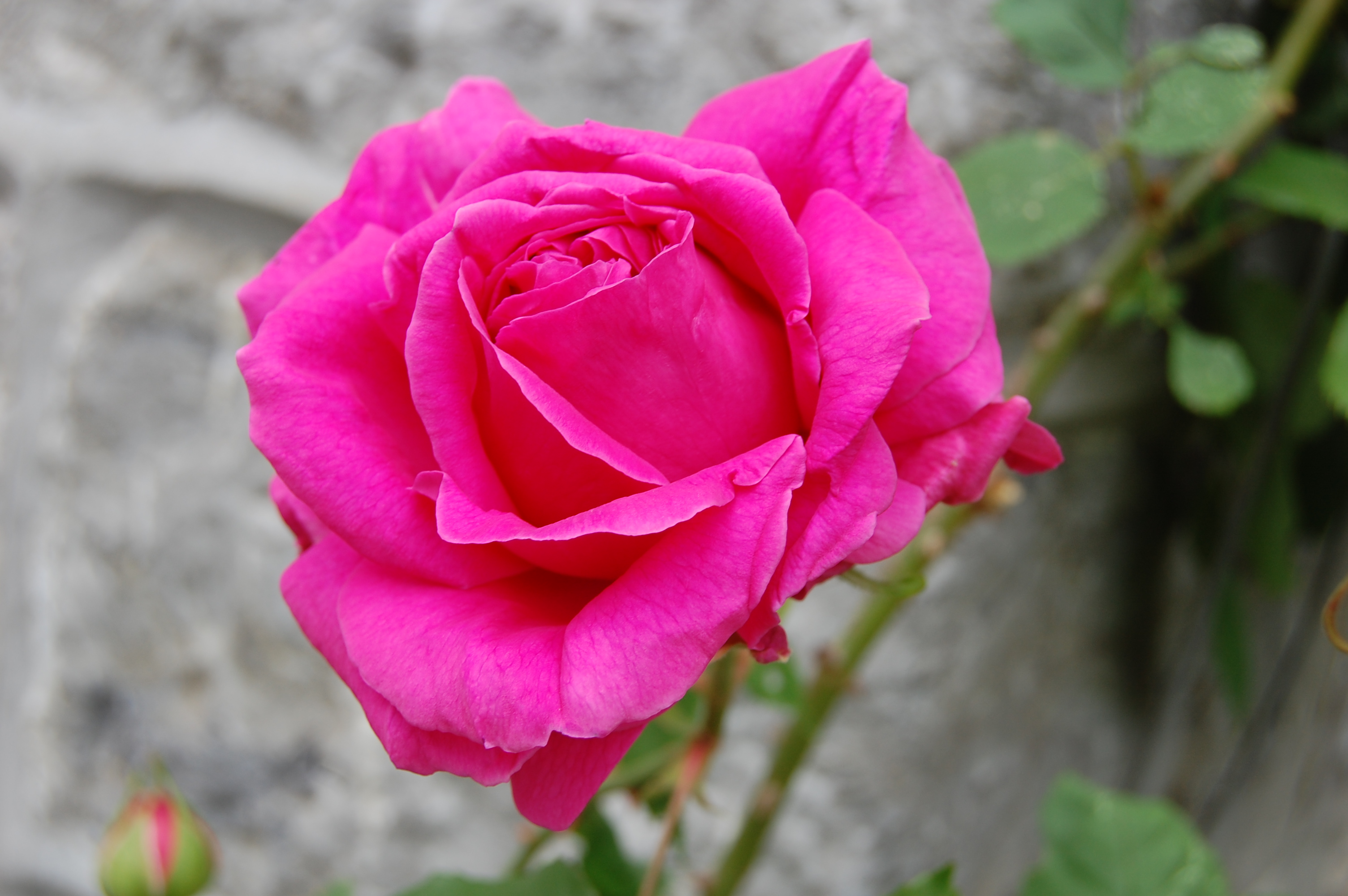
En ros i Belgien.

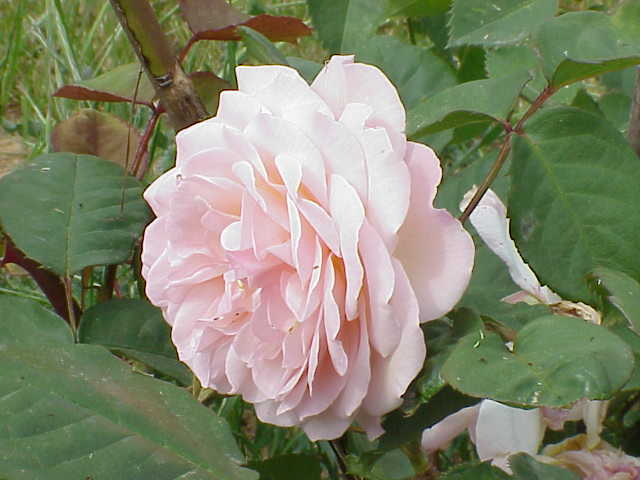
Modern buskros 'Leander'.

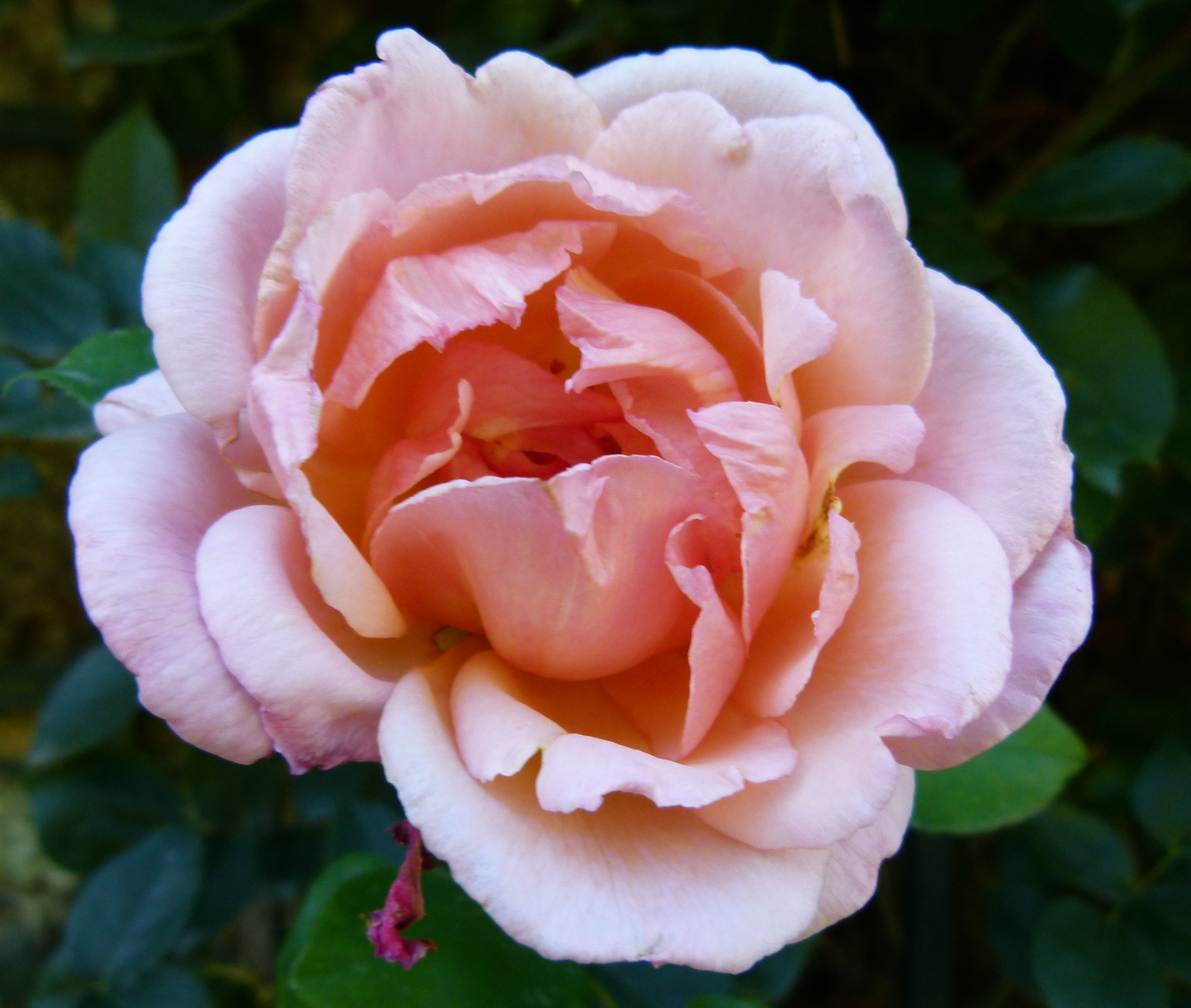
'Compasion', en modern busk eller klätterros.

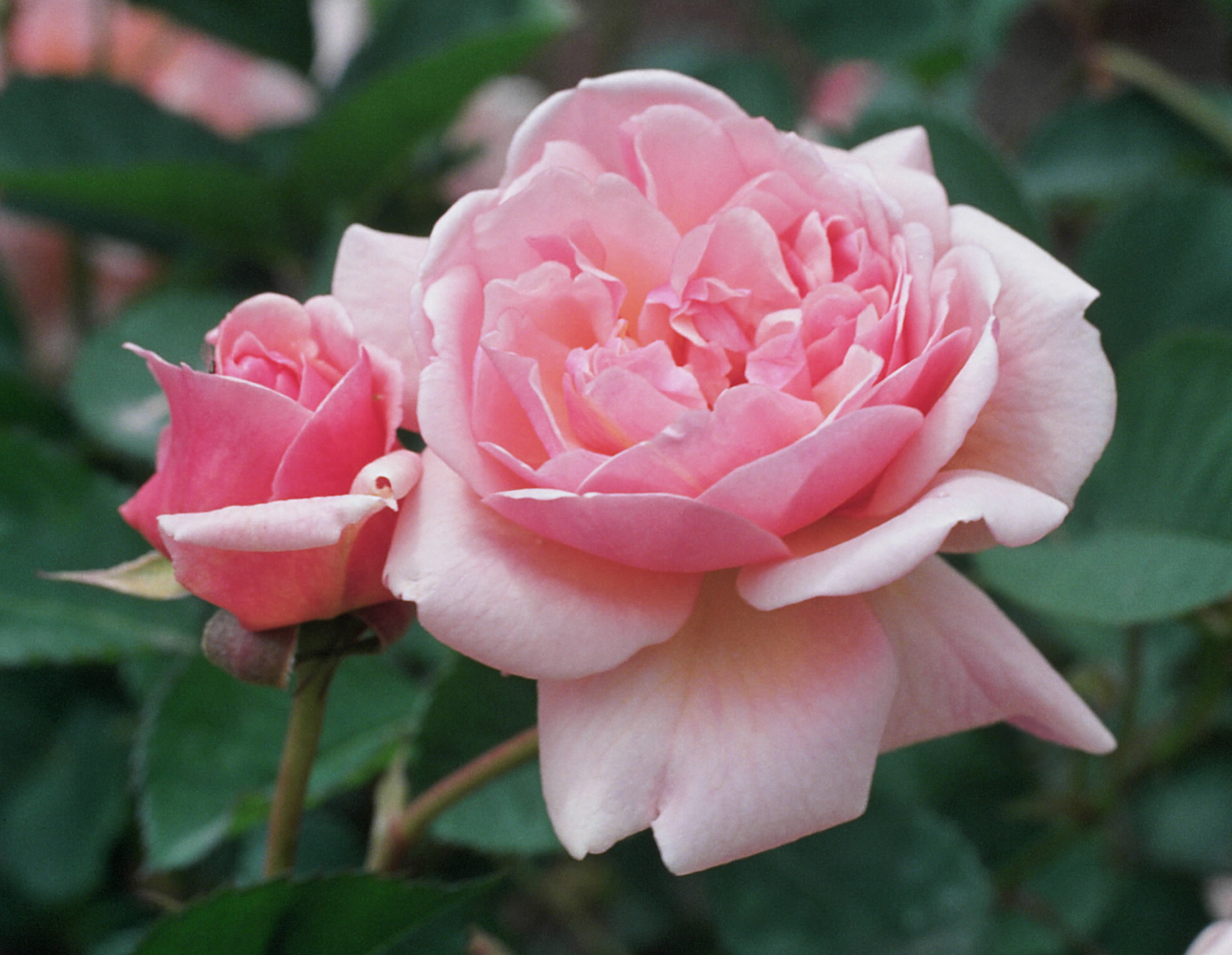
Felicia, en Pemberton ros, framtagen av kyrkoherde Joseph Pemberton (1852–1926).

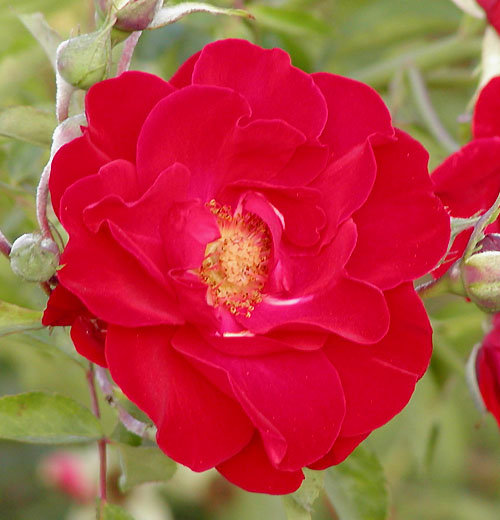
'Alain', en floribunda ros, and introducerad 1948 av rosodlaren Meilland.

Buskrosor är rosor som blir ungefär 100–200 cm höga och vanligen lika breda. Vissa högre buskrosor kan även användas som klätterrosor om de binds upp, och klätterrosor som växer i ett kallt klimat blir ibland buskrosor.
Till de gammeldags buskrosorna hör alla rosor som uppkommit tidigare än år 1867. Till denna typ räknas dock oftast gallicarosor, portlandrosor, jungfrurosor, mossrosor, damascenerrosor, centifoliarosor och bourbonrosor; dessa består i sin tur av flera sorter. Gammeldags buskrosor blommar vanligen endast en gång per år och är vanligen låga, doftande, och något glesa. Det finns ungefär ett hundratal icke-förädlade rosor. Dessa brukar användas i rosförädlingen genom att känsliga sorter okuleras på dess rot, som gör dem mer härdiga. De rosor som säljs på egen rot kallas rotäkta. Både de gammeldags buskrosorna och vildrosor som säljs i handeln är vanligen förädlade.
Moderna buskrosor är mer förädlade och är ofta korsningar mellan gammeldags rosor och kinarosor. Många är remonterande, vilket betyder att de blommar en gång i juni-juli och sedan en gång till på hösten, eller ständigt blommande. Till denna grupp räknas ibland även noisetterosor, engelska rosor (el. Austinrosor), renaissancerosor, samt marktäckande rosor som dock inte blir så hög som andra buskrosor men bredare.
Under senare årtionden har det blivit vanligt att odla importerade rosor från Kina (månadsrosor el. kinarosor). Dessa klarar bara klimatet i södra Sverige, växtzon I-II; ett fåtal växtzon IV. Från de österländska rosorna härstammar moschatarosorna, och terosor som beroende på klimat och sort kan vara klättrande, buskar, eller rabattrosor.

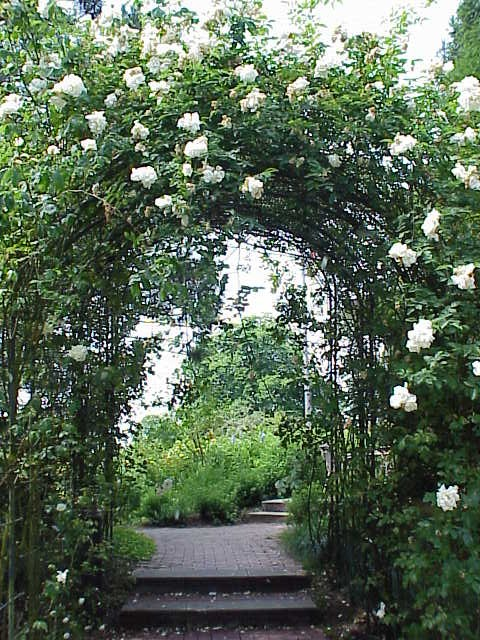
'Ilse Krohn Superior', klätterros här till rosenvalv

#### Klätterrosor
Klätterrosor skiljer sig från buskrosor genom att ha längre och vekare grenar. Grenarna kan ibland bli flera meter beroende på sort och om den trivs. Ofta är gränsen till buskrosor oskarp och de flesta klätterrosor fungerar bra som buskrosor. Flertalet grupper innehåller klättrande sorter.
I England delar man in klätterrosorna i ramblers och climbers; ramblers har vekare grenar varför de kräver stöd för att växa upprätt och blommar på fjolårsskotten, medan climbers har ett kraftigare växtsätt och blommar på årsskotten . I Sverige saknas dylika undergrupper av klätterrosorna, och de delas i stället in efter blomningstid i sommarblommande, ständigt blommande och remonterande sorter.
Grupper som till övervägande del innehåller klätterrosor är;
Ayrshirerosor (Rosa Arvensis-Gruppen)
Beggerianarosor (Rosa Beggeriana-Gruppen)
Filipesrosor (Rosa Filipes-Gruppen)
Helenaerosor (Rosa Helenae-Gruppen)
Kordesiirosor (Rosa Kordesii-Gruppen)
Multiflorarosor (Rosa Multiflora-Gruppen)
Sempervirensrosor (Rosa Sempervirens-Gruppen)
Setigerarosor (Rosa Setigera-Gruppen)
Soulieanarosor (Rosa Soulieana-Gruppen)
Storblommig klätterrosor (Rosa Storblommiga Klätterros-Gruppen)
Wichuranarosor (Rosa Wichurana-Gruppen)

#### Rabattrosor
Rabattrosor är lägre än de andra och blir sällan högre än 100 cm. 
Egentligen omfattar begreppet "rabattrosor" flera grupper, som tehybridrosor, floribundarosor, polyantharosor m.fl. Gränserna mellan dessa är oskarp då de är starkt förädlade. Till rabattrosorna kan man även föra miniatyrrosorna som sällan blir högre än 50 cm, och som i södra Sverige kan drivas utomhus men som även odlas som krukväxt.

## Förökning
Rosor förökas vanligen genom sticklingar, okulering eller med frön från nypon. För äkta arter fungerar frösådd utmärkt, även om grobarheten endast är omkring 50%. Men med förädlade hybrider kan frösådd ge överraskande resultat. Anlagen i fröna är nämligen inte desamma som rosens egna. Okulering innebär att en sort ympas på en annan rot. För såväl sticklingsförökning som okulering gäller att det kräver träning och kunskap för att lyckas.

## Rosangrepp
Rosor drabbas mycket lätt av olika sjukdomar och skadedjur. Detta gäller framför allt odlade hybrider. En del sjukdomar kan förebyggas genom vattning, gödsling och jordförbättring, andra måste bekämpas när de uppkommer.
De vanligaste angreppen på rosor är bladlus och rosenstrit, två små djur som äter blad och hämmar tillväxten. Dessa, och trips, kan bekämpas genom att spruta rosorna med såpvatten. Svartfläcksjuka, mjöldagg, rost, och barkfläcksjuka är svampsjukdomar som botas genom att angripna delar skärs bort. Om detta inte sker kan hela plantan snabbt insjukna, med bladavfall eller genom att delar av växten dör. Svampsjukdomarna känns igenom genom att blad får gula fläckar (rost, men kan vara strit om det finns djur på undersidan av bladen), gulnande blad med bruna fläckar (svartfläcksjuka), gråvita blad (mjöldagg) eller bruna fläckar på stammen (barkfläcksjuka). Det finns flera steklar som kan angripa rosor. Slemmiga rosenbladsstekeln äter upp bladen, bladrullstekeln rullar ihop bladen till puppor för sina ägg, rosenskottstekeln får nya skott att vissna. Steklar måste liksom svampsjukdomarna behandlas genom att angripna ställen klipps bort. Rosenvecklaren kan lätt förväxlas med bladrullstekeln, men de får bladen att vika ihop sig i stället för att rulla ihop dem.

## Rosens användning

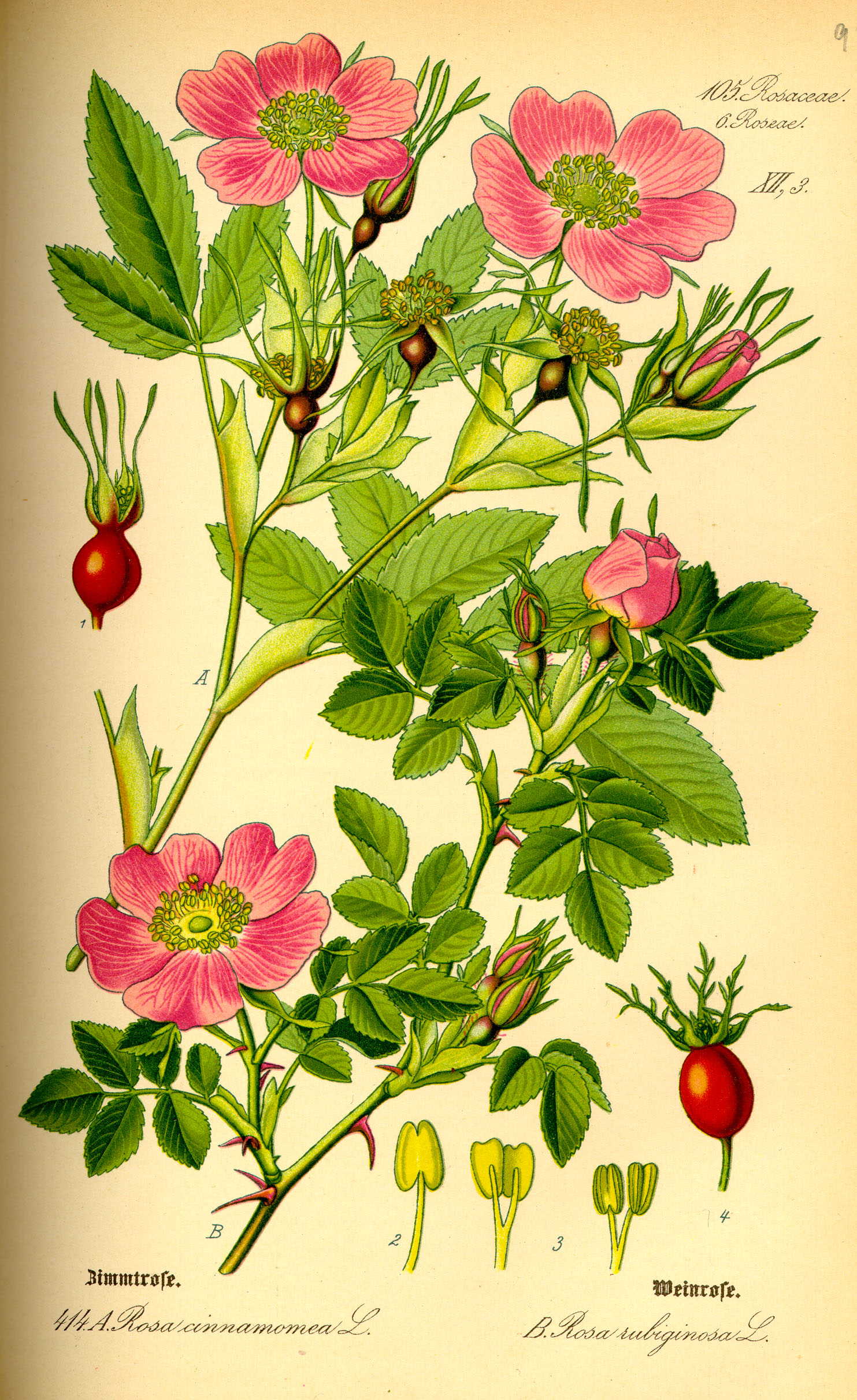
Kanelros (Rosa majalis)

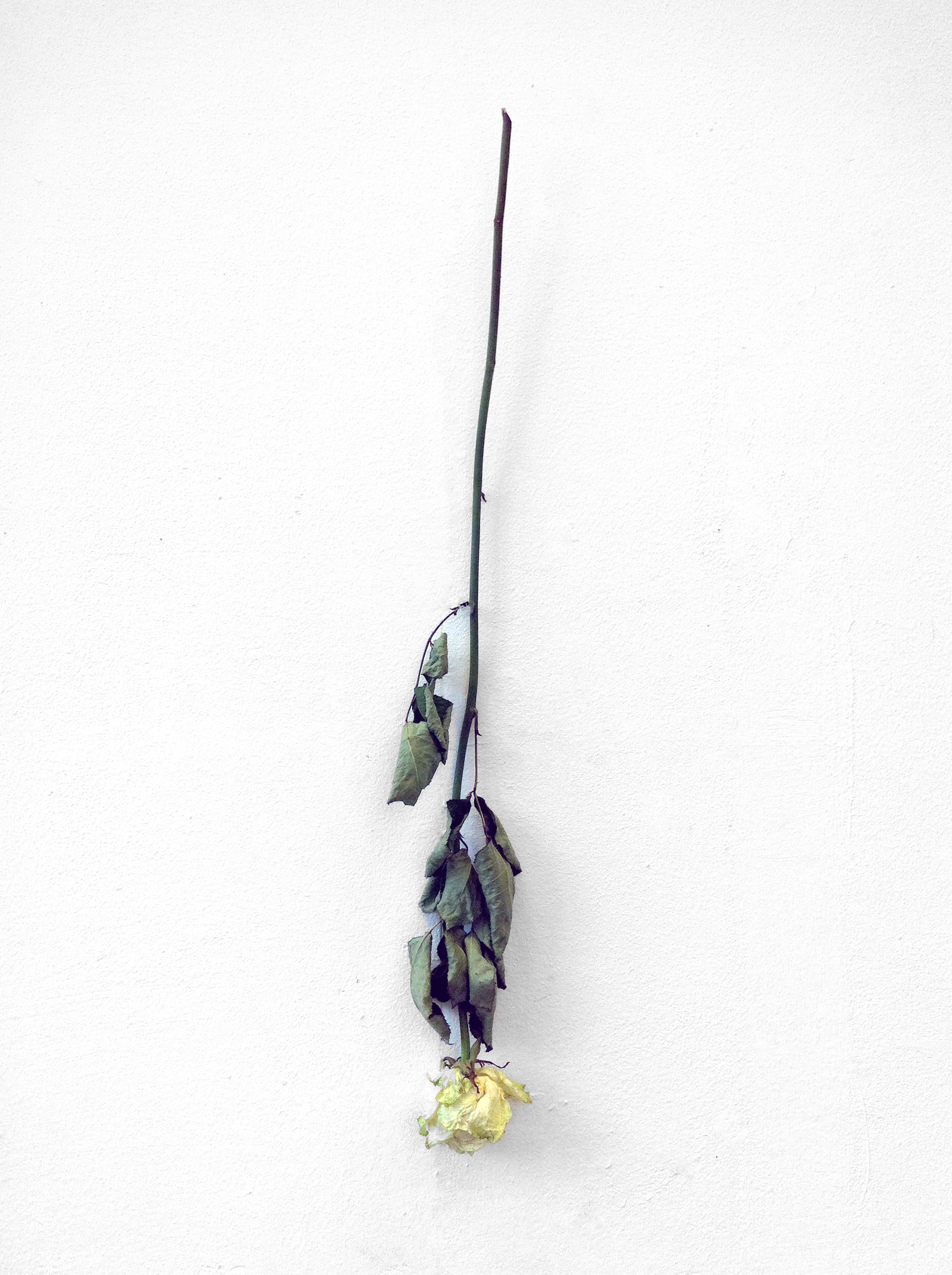
Rosor torkas ibland för att användas som dekoration

I södra Europa kan man se stora fält med rosor som används till att utvinna rosenolja från, vilket används inom parfymindustrin, och rosenvatten, som troligen är historiens äldsta ansiktsvatten.
Kanderade rosblad används till bakverk och som konfekt, och rosenblad används till vissa brännvinskryddningar och likörer, till dekoration av maträtter, och till doftkrus. Under medeltiden framställde munkar rosenhonung som användes både som sötningsmedel och för att bota lungsot.
Rosenolja användes för tusentals år sedan till balsamering, och romarna smorde sig med den för att hålla huden ung. Under medeltiden trodde man att rosenolja kunde bota ögonsjukdomar. Under lång tid användes rosen av apotekare för dess antiseptiska egenskaper.
Rosens nypon används till matlagning och är mycket rik på C-vitamin.

## Rosen som symbol
I den kaldeiska staden Ur finns det första omnämnandet av rosor då den sumeriske kungen Sargon (2684-2630 f.Kr.) sägs ha tagit med sig rosor från ett krig. I Egypten finns Gallicarosor avbildade från 400-talet f.Kr. i en grav.
Enligt grekisk mytologi skapades rosen av Adonis kärlek till Afrodite; vid sin död ska han ha förvandlats till en röd ros. Därför förknippas den röda rosen med erotisk kärlek. Afrodites son Eros gav en ros till förtrolighetens gud Harpokrates, varför den senare via Dionysoskulten, kom att uppfattas som en symbol för tystnadsplikt. I antikens Rom firade man rosen under festen Rosalia 11 maj. Den romerska aristokratin smyckade sig ofta med rosenkransar, och rosenblad ströddes ut på marken framför någon som ärades.
Filosofen Konfucius (551-479 f.Kr.) berättar att den kinesiske kejsaren hade 600 böcker om rosor i sitt bibliotek. I Persiens Avesta var rosen en religiös symbol, och det finns flera bevis för att det funnits en rosenkult i mellersta Östern, Indien och Syrien. Kännetecknande för Persiens rosor var att de fanns gula sorter. Det är egentligen ett lån från islam att se gula rosor som den falska kärlekens symbol: enligt vissa legender förvandlade Allah en rosenkvist gul för att bevisa Muhammeds ena hustru Aïshas otro.
Inom kristendomen upptog man flera av dessa symboliska betydelser. I Bibeln framgår att Jesus korsfästes med en törnekrona, varför den röda rosen förknippas med Jesu blod. Kristendomens biktstolar pryddes ofta av fembladiga rosor, efter den romerska traditionen att hänga en ros över dörren när de pågick ett hemligt eller viktigt möte, varifrån uttrycket sub rosa ("under tystnadspliktens insegel") kommer. I Italien kallas pingstdagen Domenica rosata som en kvarleva av Rosalia. Tidigt kom även rosen att förknippas med jungfru Maria som ofta avbildas i en rosengård eller med en ros i handen. I en av de äldsta Mariahymnena liknas hon vid en vit ros utan törne. Trots detta har vita rosor kommit att symbolisera död. Sarons ros anspelar på kvinnan i Höga visan: "Grönskande är vårt läger, cedrarna är bjälkar i vårt hus, cypresserna vårt tak. Jag är en vildros på Sarons slätt, en lilja i dalen". Den heliga Rosalia firas i den katolska världen den 15 juli. 1479 rekommenderade påve Sixtus IV att folket skulle utföra rosenkransbönen.
Inom vissa frimurarordnar används rosen vid begravningar[källa behövs]; tre rosor kastas ner i graven på en ordensbroder vilka symboliserar ljus, liv, och kärlek. Varje Johannes döpares dag smyckas logen med rosor i tre färger[källa behövs]. Andra ordnar har ros i sitt namn, till exempel Rosencreuzarna. Inom alkemin symboliserar den röda och den vita rosen de manliga och de kvinnliga motsatserna, urämnena som ska förenas under den alkemiska processen.
Rosornas krig kallas inbördeskriget i England 1455-1485 mellan husen York ("Yorks vita ros") och Lancaster ("röda rosen") efter deras heraldiska vapen; deras båda rosor ingår i Tudors vapen som symbol för ätternas förening i äktenskap. Stiliserade rosor är vanliga inom heraldiken, och har gett upphov till bland andra släktnamnet Tre Rosor, men även i Martin Luthers sigill ingick en ros. Finlands vita ros är den förnämsta orden i Finland. En röd ros är även Socialdemokratins symbol internationellt. Rosen och korset tillsammans, rosenkorset, är tecknet för ett esoteriskt, evangeliskt kristet förbund under renässansen, "De vises kollegium", som Rosencreutzarna flera gånger försökt återuppliva. Den gyllene rosen var ett förtjänsttecken som påven Leo IX instiftade 1049 till dygdiga kvinnor och senare kunde även män tilldelas den.
Socialdemokratiska partier i många länder använder en röd ros som symbol.

## Rosen i litteraturen
Den mest kända berättelsen där rosor spelar en avgörande roll är förmodligen Törnrosa, där rosen framkommer i dess negativa aspekt som taggig och otämjbar. Den äldsta bevarade dikten som handlar om rosor är skriven av den grekiska diktarinnan Sappho (ca 600 f.Kr.):
Från den grekiska kulturen kommer flera dikter och legender om rosen; Anakreons dikter, och legender om drottningen Rhodante från Korinth som förvandlades till en ros när män blev för närgångna. 
Rosen är framträdande i persisk diktning. Hos persiska poeter som Hafez och Sadi symboliserar rosen (gol) den älskade vännen. Rosen vars skönhet och väldoft lockar till sig den älskande näktergalen (bolbol). Kärleken mellan näktergalen och rosen är en av de mest framträdande temana i klassisk persisk litteratur. 
Rosen förekommer ofta i julpsalmer genom att den symboliserar jungfru Marias oskuld; Det är en ros utsprungen, och Maria går i rosengård. Romanen om Rosen av Guillaume de Lorris och Jean de Meung är en av de mest berömda medeltida dikterna där rosen symboliserar kärleken. I Dantes Divina Commedia kallas den himmelska kärleken Rosa candida och anspelar på den röda rosen som Jesu blod.
Att rosor ofta uppkallas till ära åt någon person har William Shakespeare spunnit vidare på i Romeo och Julia, där Julia sörjer sin och Romeos släktfejd:
O var nåt annat namn
Vad är ett namn? Det vi kallar ros
Skulle ju dofta lika underbart
Vad den än hette.
Även Umberto Eco anspelar på detta i sin roman Il nome della rosa (Rosens namn).